# دستان بسته
دستان بسته (انگلیسی: Tied Hands) فیلمی به کارگردانی او.پی. گویل محصول سال ۱۹۷۳ است. از بازیگران این فیلم می‌توان به آمیتاب باچان، ممتاز، آجیت خان و رانجیت اشاره کرد.